# Morbier (Formans)
Der Morbier ist ein Bach im Südosten von Frankreich, der im Département Ain der Region Auvergne-Rhône-Alpes nördlich der Stadt Lyon verläuft.

## Geografie

### Verlauf
Der Morbier entspringt im östlichen Gemeindegebiet von Civrieux, entwässert generell Richtung Nordwest und mündet nach rund 13 Kilometern im Gemeindegebiet von Sainte-Euphémie als linker Nebenfluss in den Formans. Im Mittelteil quert er die Bahnstrecke LGV Sud-Est.

### Orte am Fluss
(Reihenfolge in Fließrichtung)
- Civrieux
- Saint-Jean-de-Thurigneux
- Le Limanda, Gemeinde Rancé
- Toussieux
- La Clef Germain, Gemeinde Misérieux
- Sainte-Euphémie